# Kirchenbezirk Nürtingen
Der Evangelische Kirchenbezirk Nürtingen ist einer von 43 Kirchenbezirken bzw. Kirchenkreisen der Evangelischen Landeskirche in Württemberg. Sein Gebiet ist deckungsgleich mit dem Dekanat Nürtingen.

## Geografie
Der Kirchenbezirk Nürtingen liegt in der Mitte der württembergischen Landeskirche. Sein Gebiet umfasst den Südwesten des Landkreises Esslingen, also das Gebiet der politischen Städte und Gemeinden Aichtal, Altdorf, Altenriet, Beuren, Frickenhausen, Großbettlingen, Kohlberg, Nürtingen, Neckartailfingen, Neckartenzlingen, Neuffen, Oberboihingen, Schlaitdorf, Unterensingen, Wendlingen am Neckar und Wolfschlugen.

### Nachbarkirchenbezirke
Der Kirchenbezirk Nürtingen grenzt an folgende Kirchenbezirke (im Uhrzeigersinn beginnend im Nordwesten): Bernhausen, Esslingen und Kirchheim unter Teck (alle Prälatur Stuttgart) sowie Bad Urach-Münsingen und Tübingen (beide Prälatur Reutlingen).

## Geschichte
Das Gebiet um Nürtingen gehört zum alten Kernland Württemberg, wo ab 1534 die Reformation eingeführt wurde. Seit 1547 gehörte es zum Dekanat Kirchheim unter Teck, das schon bald nach der Reformation in Württemberg gebildet worden war. 1690 siedelte der Dekan von Kirchheim nach Nürtingen über, weil die Stadt durch einen Brand zerstört worden war. 1693 wurde in Nürtingen ein eigenes Dekanat errichtet und der bisherige Dekanatsbezirk aufgeteilt. Zum Dekan wurde der Stadtpfarrer von Nürtingen ernannt. 1826 wurde das bis dahin bestehende Dekanat Neuffen dem Dekanat Nürtingen eingegliedert. Zunächst gehörte das Dekanat Nürtingen zum Generalat Denkendorf, ab 1810 zum General Urach und ab 1823 zum Generalat Reutlingen. 1913 wurde es dem Generalat Ulm zugeordnet, aus dem die heutige Prälatur Ulm hervorging. 1934 wurde die neue Prälatur Stuttgart errichtet und dieser unter anderem auch das Dekanat Nürtingen zugeordnet.
Infolge der Auflösung einiger Kreise bzw. Oberämter in Württemberg 1939 wurden auch die kirchlichen Verwaltungsbezirke teilweise neu gegliedert. So wurden mit Wirkung vom 1. April 1939 die Kirchengemeinden Bodelshofen und Wendlingen vom Kirchenbezirk Esslingen sowie Altenriet und Schlaitdorf vom Kirchenbezirk Tübingen in den Kirchenbezirk Nürtingen umgegliedert. Mit Wirkung vom 1. April 1955 wurde dann die Kirchengemeinde Erkenbrechtsweiler in den Kirchenbezirk Kirchheim unter Teck und mit Wirkung vom 1. Januar 1980 die Kirchengemeinde Grafenberg in den Kirchenbezirk Bad Urach umgegliedert.

## Leitung des Kirchenbezirks
Die Leitung des Kirchenbezirks obliegt der Bezirkssynode, dem Kirchenbezirksausschuss (KBA) und dem Dekan bzw. der Dekanin. Derzeitige Dekanin ist seit 2021 Christiane Kohler-Weiß (* 1963), die zugleich eine der Pfarrer an der Stadtkirche in Nürtingen ist.

### Dekane des Kirchenbezirks Nürtingen
- 1690–1693 Erycus Weißmann[1]
- 1693–1704 Georg Conrad Brotbeck
- 1704–1713 Joh. Lorenz Schmidlin
- 1713–1715 Joh. Philipp Burck
- 1715–1733 Georg Friedrich Hausch
- 1733–1734 Israel Gottlieb Canz
- 1734–1740 Joh. Friedrich Lisching
- 1740–1752 Christoph Friedrich Schott
- 1752–1756 Joh. Georg Becherer
- 1756–1764 Immanuel Gottlob Brastberger
- 1764–1782 Adam Friedrich Mack
- 1782–1793 Jacob Friedrich Klemm
- 1793–1807 Eberhard Ludwig Denk
- 1807–1826 Christian Friedrich Weber
- 1826–1847 Jakob Gottlieb Wurm (1778–1847)
- 1848–1862 Gottlob Heinrich Friedrich Scholl
- 1862–1867 Hermann Adolf von Stock (1809–1871)
- 1867–1882 Wilhelm August Heinrich Klemm
- 1883–1896 Christian Ellwanger (1829–1897)
- 1897–1918 Christian Gottlob Hönes (1843–1936)
- 1918–1922 Karl Ströle
- 1922–1928 Karl August Wilhelm Gauß (1869–1945)
- 1928–1934 Konrad Oskar Mack (1873–1934)
- 1935–1945 Christoph Harpprecht (1888–1966)
- 1945–1959 Theodor Dipper (1903–1969)
- 1960–1970 Friedrich Vorster (1903–1982)
- 1970–1978 Theodor Braun (1911–2010)
- 1978–1994 Rolf Walker (1932–2002)
- 1994–2003 Hans-Martin Steck (* 1947)
- 2004–2020 Michael Waldmann (* 1955)
- seit 2021 Christiane Kohler-Weiß (* 1963)

## Kirchengemeinden
Im Kirchenbezirk Nürtingen gibt es insgesamt 28 Kirchengemeinden. Davon haben sich sieben Kirchengemeinden zu insgesamt zwei Gesamtkirchengemeinden zusammengeschlossen, bleiben jedoch weiterhin rechtlich selbständige Körperschaften des öffentlichen Rechts. Die jeweils in Klammern hinter dem Namen der Kirchengemeinde angegebenen Gemeindegliederzahlen beziehen sich auf das Jahr 2005 und sind gerundet.
Das Gebiet des Kirchenbezirks Nürtingen gehört überwiegend zum alten Kernland Württemberg, wo ab 1534 die Reformation eingeführt wurde. Daher ist das gesamte Gebiet überwiegend evangelisch geprägt. In einigen Gemeinden wurde die Reformation auch erst im 17. Jahrhundert eingeführt. Dennoch gibt es auch fast in jedem Dorf eine evangelische Kirchengemeinde und meist auch eine alte Kirche. In allen Orten (außer Nürtingen) zogen Katholiken überwiegend erst nach dem Zweiten Weltkrieg zu.

### Kirchengemeinde Aich-Neuenhaus

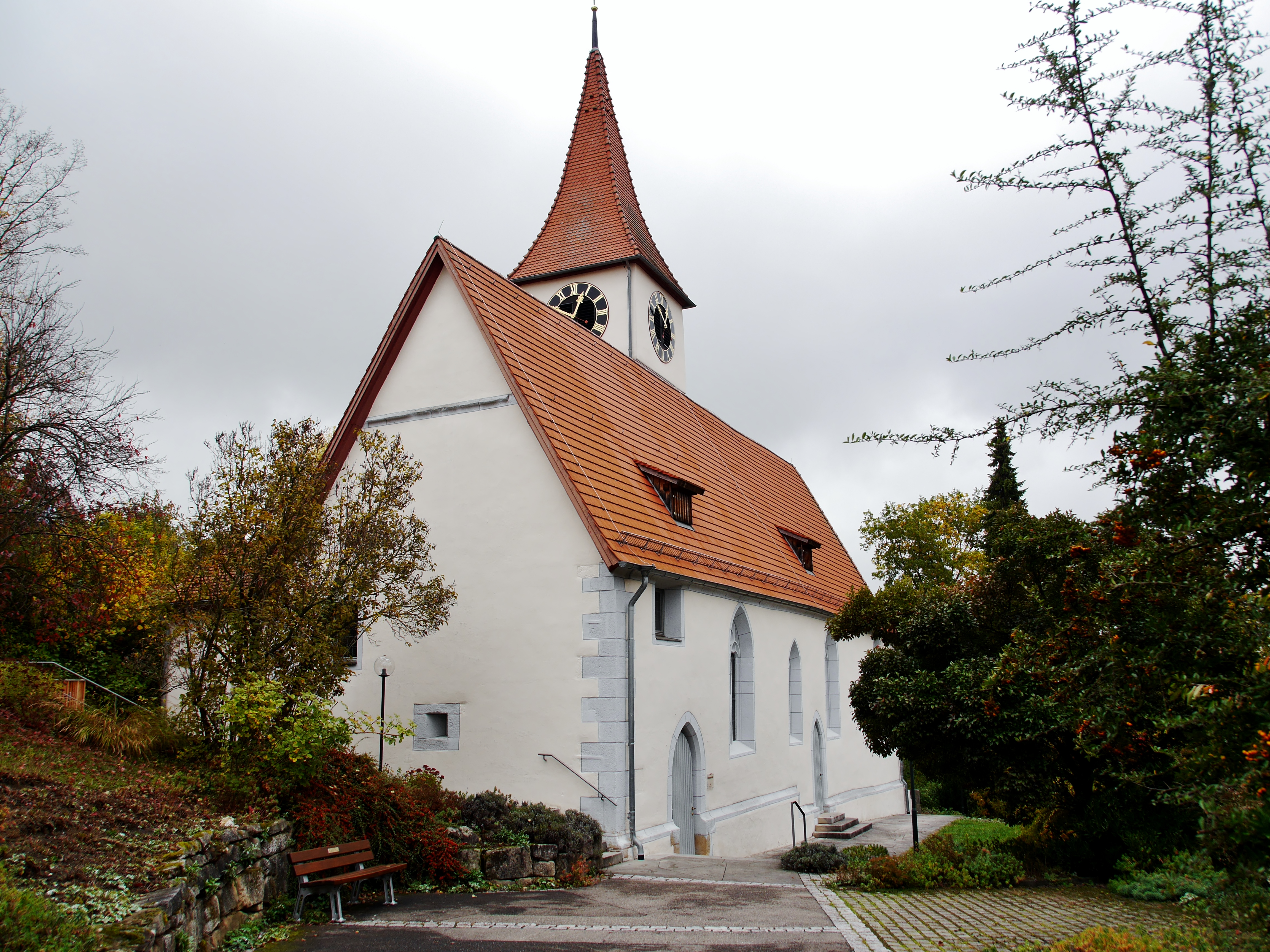
Albanuskirche Aich

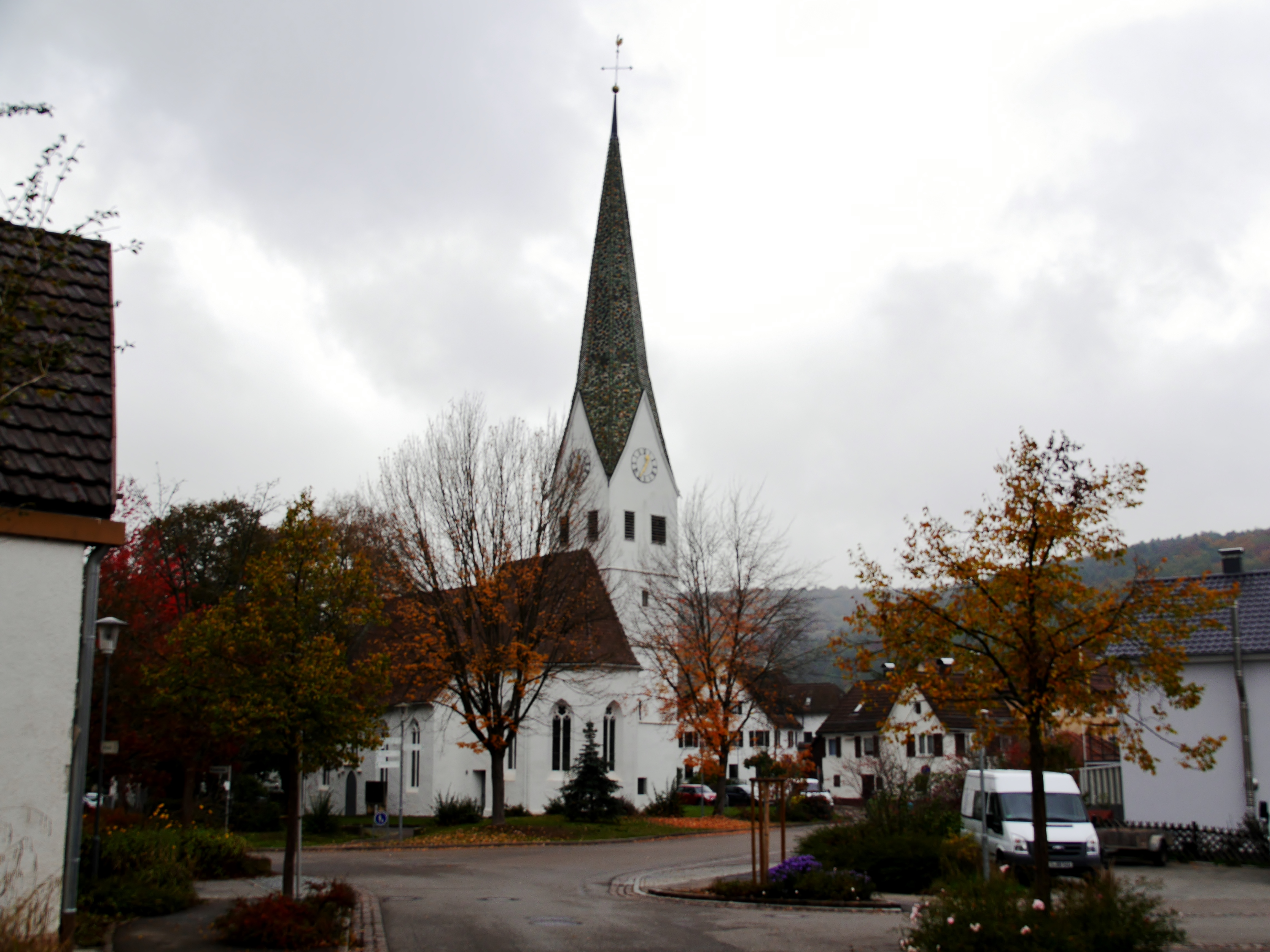
Kirche Neuenhaus

Die Kirchengemeinde Aich-Neuenhaus (ca. 2.460) ist am 1. Januar 2015 aus der Fusion der beiden vormaligen Gemeinden Aich und Neuenhaus hervorgegangen. Die Evangelische Kirchengemeinde Aich-Neuenhaus ist Trägerin der Diakoniestation Aich-Erms-Neckartal. Die Kirchengemeinde Aich-Neuenhaus hat zusammen mit Grötzingen einen Posaunenchor, der 1974 gegründet wurde. Er hat ca. 30 Mitglieder. Der Kirchenchor „Cantamus“ wurde 1954 gegründet und hat ebenfalls ca. 30 Mitglieder.
Das Gebiet der vormaligen Kirchengemeinde Aich umfasste den Stadtteil Aich einschließlich des erst nach dem Zweiten Weltkrieg entstandenen Wohngebiets Rudolfshöhe der Stadt Aichtal. Kirchlich gehörte Aich wohl zu Neckartailfingen, doch ist schon seit 1275 eine Kirche erwähnt, die 1535 mit Albanuskirche bezeichnet wird. Über das Kloster Denkendorf kam die Kirche unter württembergische Herrschaft. Die heutige Kirche wurde Anfang des 16. Jahrhunderts durch Umbau einer spätgotischen Chorseitenturmanlage erbaut. Der Turm ist aber noch älter. Eine umfangreiche Baugeschichte ist auf der Website der Kirchengemeinde zu finden. Der erste evangelische Pfarrer wurde 1552 in Aich eingesetzt.
Das Gebiet der vormaligen Kirchengemeinde Neuenhaus umfasste den Stadtteil Neuenhaus der Stadt Aichtal. Bereits 1343 ist im Ort eine Kapelle erwähnt, die zur Pfarrei Weil im Schönbuch gehörte. Das Patronatsrecht hatte das Kloster Bebenhausen. Im 16. Jahrhundert wurde Neuenhaus eigenständige Pfarrei. Die heutige Kirche ist ein spätgotischer Bau von 1480, die im 16. Jahrhundert „Unserer Lieben Frau“ geweiht war. Sie wurde mehrfach umgebaut und besitzt noch einen Chor mit Netzrippengewölbe. Der Turm steht auf der Nordseite der Kirche. Informationen zu der Kirche und zu der Renovierung der Kirche im Jahr 2014 sind auf der Webseite der Kirchengemeinde zu finden.

### Kirchengemeinde Beuren

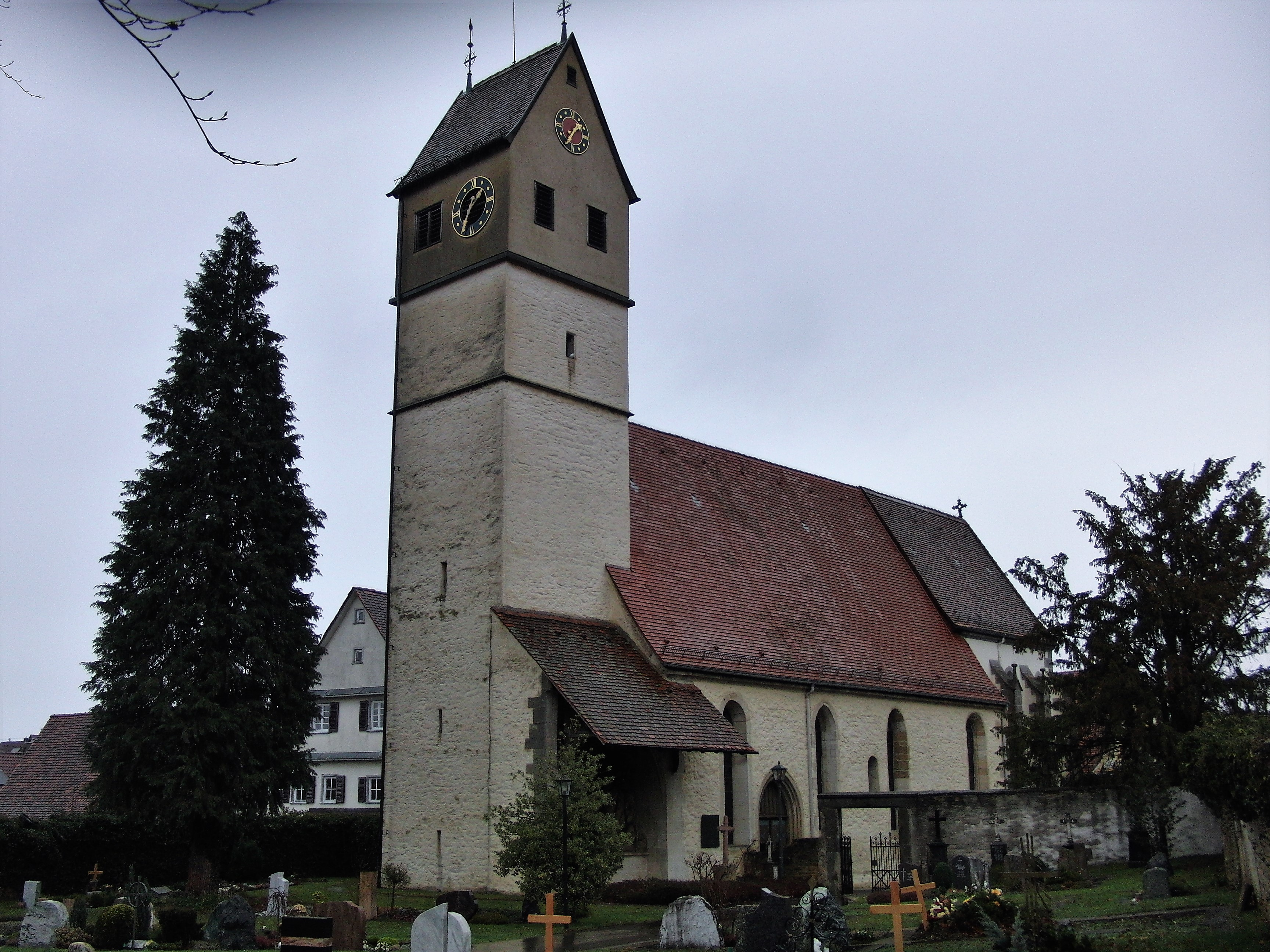
Nikolauskirche Beuren

Die Kirchengemeinde Beuren (ca. 1.950 Gemeindeglieder) umfasst die Gemeinde Beuren. Kirchlich gehörte Beuren zu Nürtingen. Eine dem Hl. Nikolaus geweihte Kapelle ist aber 1413 erwähnt. Zwischen 1437 und 1467 wurde sie zur Pfarrkirche erhoben. Diese versorgte bis 1726 auch die Festungspfarrei auf dem Hohenneuffen. Die heutige Nikolauskirche wurde Anfang des 15. Jahrhunderts erbaut und 1588 erneuert. Der Chor hat ein Kreuzrippengewölbe. Im 16. Jahrhundert wurde am Turm ein Ölberg angebaut. 1905 wurde das Innere der Kirche durch Dolmetsch verändert. Die Kirche birgt einen Palmesel-Christus aus Birkenholz aus dem 15. Jahrhundert, der angeblich in der Engelberg-Kirche gestanden haben soll. Diese zu „Unserer Lieben Frau“ geweihte Kirche war eine Wallfahrtskirche auf dem Engelberg, auf dem sich im Mittelalter ein Frauenkloster befunden haben soll. Von der Pfarrei Beuren wird auch der Weiler Balzholz betreut, der bis 1521 zur Pfarrei Neuffen gehörte.

### Kirchengemeinde Bodelshofen
Die Kirchengemeinde Bodelshofen (ca. 83 Gemeindeglieder) umfasst den Stadtteil Bodelshofen der Stadt Wendlingen am Neckar. Die Kirche St. Jakob stammt wohl aus dem 13. Jahrhundert. Es gehörte den Herren von Wernau. Nach dem Übergang an Württemberg 1616 wurde die Reformation eingeführt. Die Gemeinde wurde dann bis heute von der Pfarrei Wendlingen betreut.
Bis 1932 gehörten auch die wenigen evangelischen Bewohner von Steinbach (heute Stadt Wernau) zur Kirchengemeinde Bodelshofen, die damals Teil der Gesamtkirchengemeinde Wendlingen war. Durch Bekanntmachung des Oberkirchenrats vom 18. März 1932 wurde Steinbach der Kirchengemeinde Plochingen zugeordnet. Seit 1959 gehört Steinbach zur Kirchengemeinde Wernau.
Bis 1939 gehörte die Kirchengemeinde Bodelshofen zum Kirchenbezirk Esslingen. Mit Wirkung vom 1. April 1939 wurde sie in den Kirchenbezirk Nürtingen umgegliedert.

### Kirchengemeinde Frickenhausen

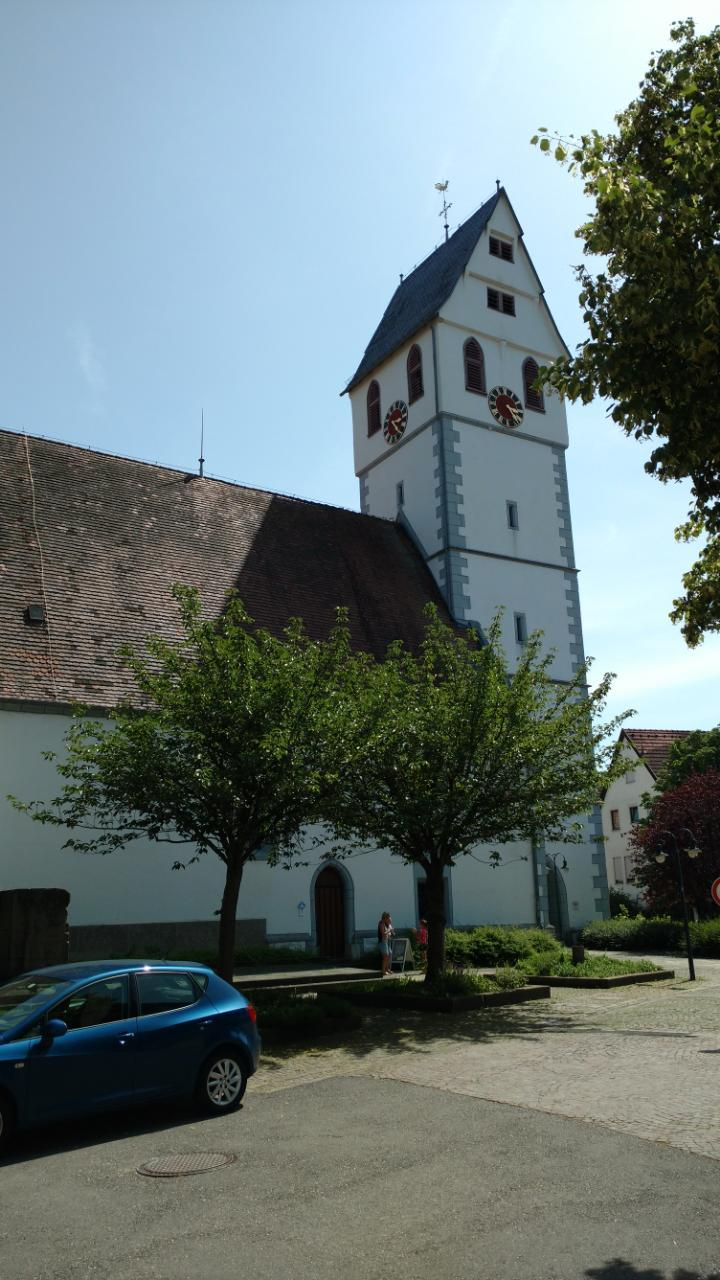
Zu unserer Lieben Frau

Die Kirchengemeinde Frickenhausen (ca. 2.070 Gemeindeglieder) umfasst den Kernort Frickenhausen der gleichnamigen Gemeinde. Kirchlich gehörte der Ort zu Nürtingen. Eine Kirche wird aber bereits 1338 genannt. Diese wurde 1467 zur eigenständigen Pfarrei erhoben. Die heutige Kirche Zu unserer Lieben Frau wurde um 1500 erbaut. Der Westturm hat einen verputzten Fachwerkglockenstubenaufsatz. Der Chor hat ein dichtes Netzrippengewölbe. Das Chorgestühl stammt aus dem 16. Jahrhundert. Der romanische Taufstein befindet sich heute außerhalb der Kirche.

### Kirchengemeinde Großbettlingen
Die Kirchengemeinde Großbettlingen (ca. 1.870 Gemeindeglieder) umfasst die Gemeinde Großbettlingen. 1275 wird erstmals eine Kirche in Großbettlingen erwähnt. 1544 wird sie als Andreaskirche bezeichnet. Sie wurde vor 1497 erbaut. Das Schiff und der geschlossene Chor haben maßwerkverzierte Spitzbogenfenster. 1899 wurde die Kirche restauriert.
Durch Bekanntmachung des Oberkirchenrats vom 13. April 1933 wurde die bis dahin zur Gesamtkirchengemeinde Neckarhausen gehörige Kirchengemeinde Raidwangen der Kirchengemeinde Großbettlingen zugeordnet, mit der sie die Gesamtkirchengemeinde Großbettlingen bildete. Raidwangen wurde dann zum 1. Januar 1980 verselbständigt und erhielt ein eigenes Pfarramt, das auch die Nachbarkirchengemeinde Altdorf mit betreut. Die Gesamtkirchengemeinde Großbettlingen wurde später formell aufgehoben.

### Kirchengemeinde Grötzingen
Die Kirchengemeinde Grötzingen (ca. 1.870 Gemeindeglieder) umfasst den Stadtteil Grötzingen der Stadt Aichtal. Kirchlich gehörte Grötzingen zunächst zu Neckartailfingen, doch ist seit 1280 eine Kapelle bezeugt, an der 1375 bzw. 1455 eine eigene Pfarrei eingerichtet wurde. Graf Ulrich V. schenkte die Kirche 1444/45 dem Spital in Kirchheim. Die heutige Kirche stammt ursprünglich aus dem 13. Jahrhundert, wurde im 15. Jahrhundert sowie im 19. und 20. Jahrhundert stark verändert. Bis 1556 gab es im Ort auch eine Kapelle zum Hl. Kreuz. Sie wurde seinerzeit abgebrochen.

### Kirchengemeinde Kohlberg

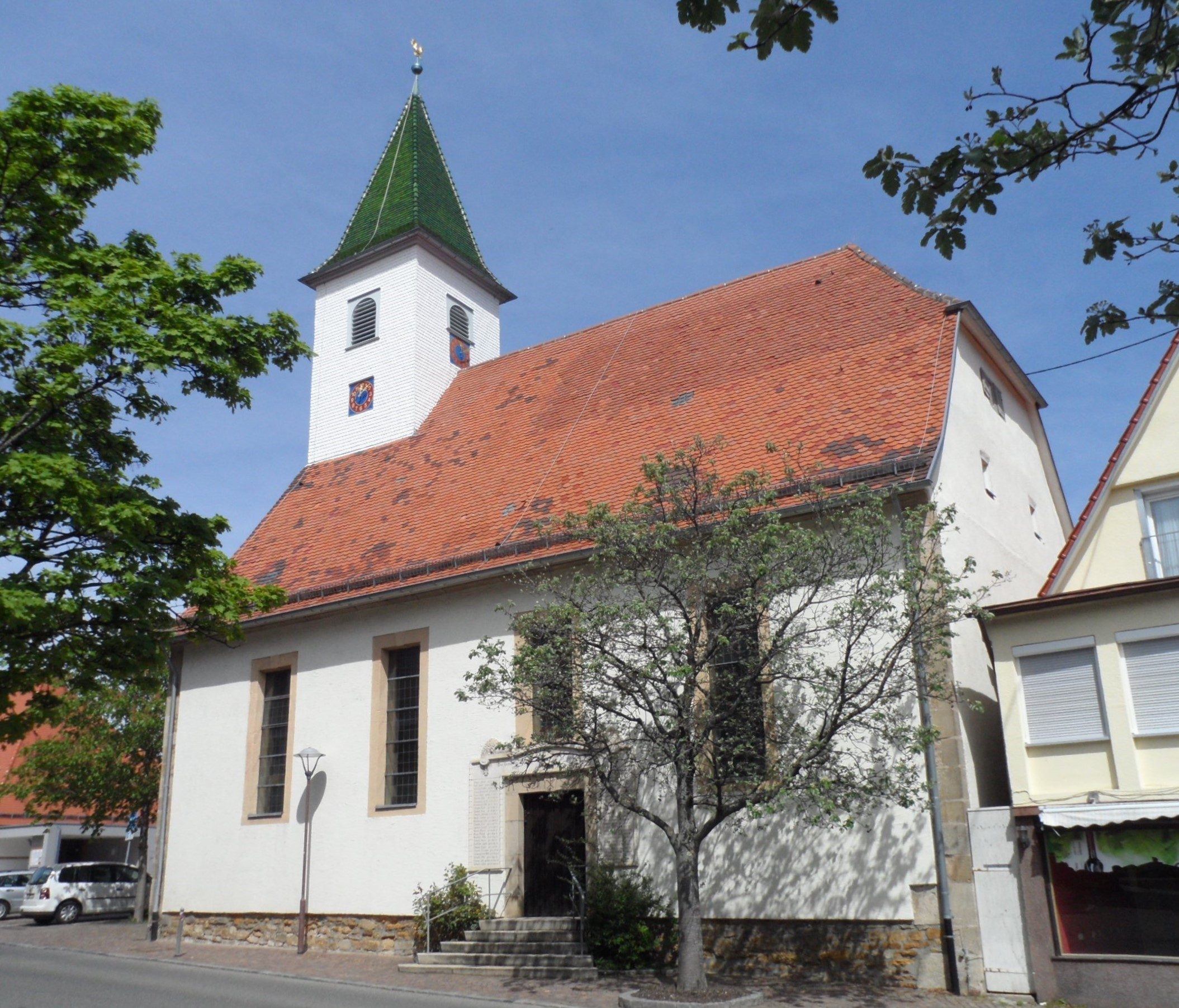
Kirche in Kohlberg

Die Kirchengemeinde Kohlberg (ca. 1.400 Gemeindeglieder) umfasst die Gemeinde Kohlberg. Kirchlich gehörte der Ort zu Neuffen. Eine dem Hl. Friedrich geweihte Filialkapelle ist 1464 erstmals genannt. 1520 wurde sie zur selbständigen Pfarrei erhoben. Die heutige Kirche ist ein einfacher Bau mit Satteldach und Dachturm aus dem Jahr 1768, erbaut durch Wilhelm Friedrich Goez.

### Kirchengemeinde Linsenhofen-Tischardt

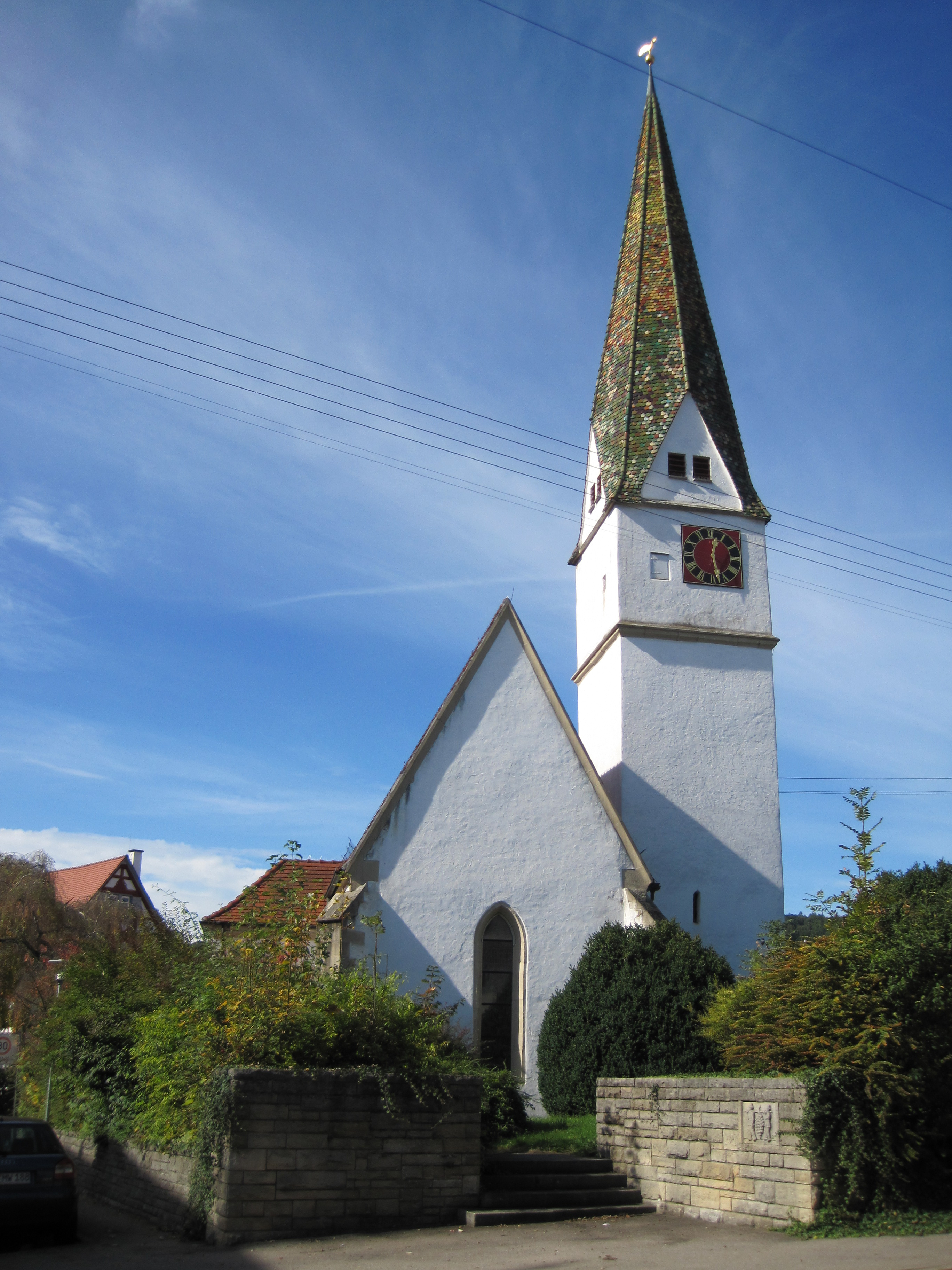
Sankt-Georgs-Kirche Linsenhofen

Die Kirchengemeinde Linsenhofen-Tischardt umfasst die Ortsteile Linsenhofen und Tischardt der Gemeinde Frickenhausen.
Die ehemalige Kirchengemeinde Linsenhofen umfasste den Ortsteil Linsenhofen der Gemeinde Frickenhausen. Kirchlich gehörte der Ort im Mittelalter zu Nürtingen. Eine Filialkapelle ist seit 1436 urkundlich erwähnt. 1467 wurde eine eigene Pfarrei errichtet. Die Sankt-Georgs-Kirche wurde dendrochronologisch untersucht und ihr ältester Teil kann ins Jahr 1425 datiert werden. Von diesem Bauabschnitt ist noch der Chor mit originalem Dachstuhl erhalten. Der Turm kam 1475 nach der Erhebung zur Pfarrei hinzu, die wertvolle große Glocke (ca. 700 kg) hat 1496 Glockengießermeister Eger in Reutlingen gegossen. Das Kirchenschiff erweiterte 1604 der Neuffener Baumeister Hans Holderieth zur heutigen Größe. Von Hans Holderieth stammt auch das Pfarrhaus, ein Fachwerkbau aus dem Jahr 1610. Die Kirche wurde von 1995 bis 1998 außen und innen renoviert.
Die ehemalige Kirchengemeinde Tischardt umfasste den Ortsteil Tischardt der Gemeinde Frickenhausen. Kirchlich gehörte der Ort zu Nürtingen, war dann ab 1467 Filiale von Frickenhausen. Eine Kapelle ist 1551 erstmals erwähnt. Sie wurde 1776 und im 19. Jahrhundert verändert. Die Orgel wurde vom Hohenneuffen in die Kirche nach Tischardt übernommen.

### Verbundkirchengemeinde Neckarhausen-Raidwangen

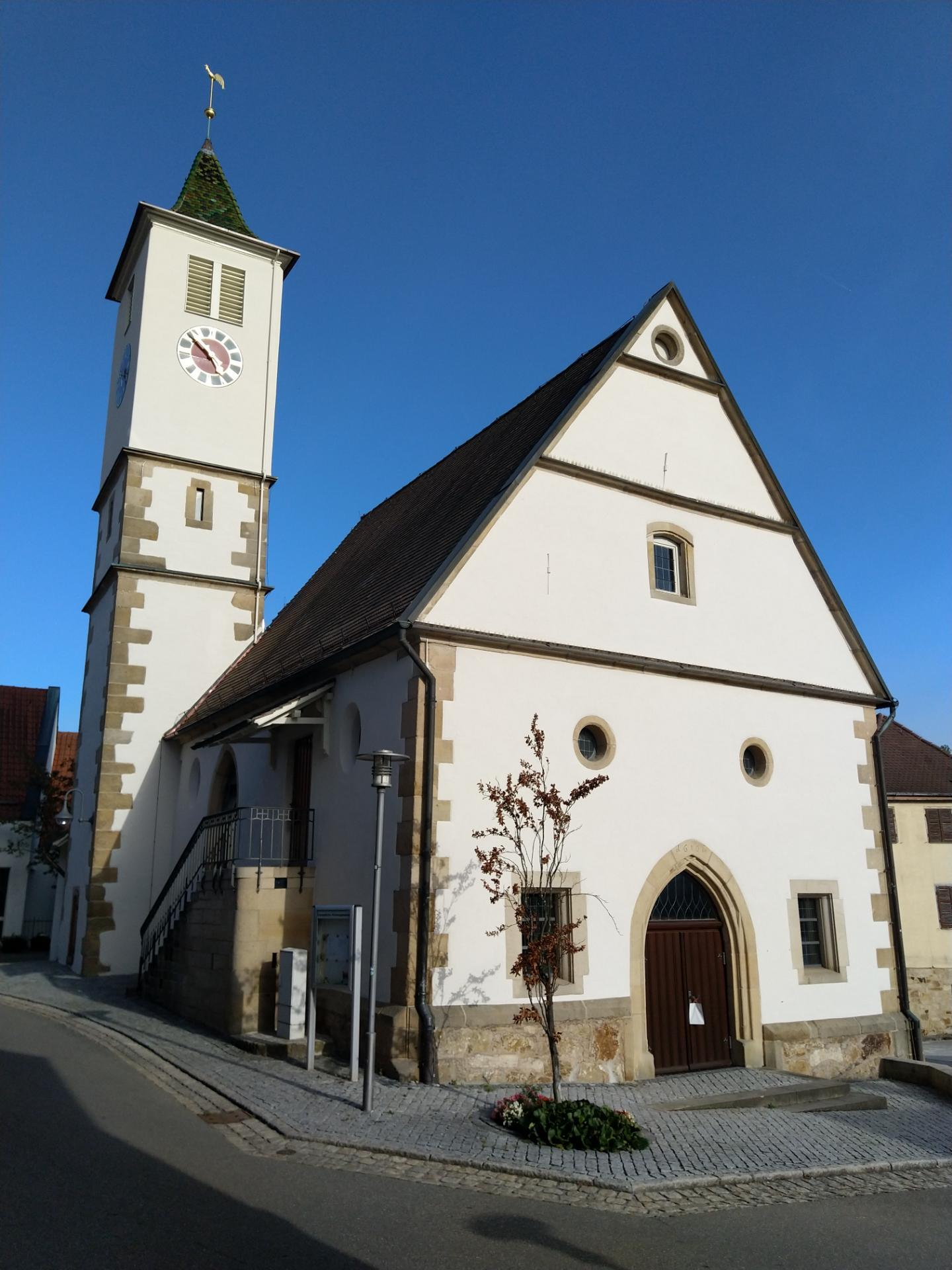
Bernhardskirche Neckarhausen

Die seit dem 1. Januar 2024 bestehende Verbundkirchengemeinde Neckarhausen-Raidwangen umfasst die Nürtinger Stadtteile Neckarhausen und Raidwangen. In beiden Orten gibt es jeweils eine eigene Kirchengemeinde.

#### Kirchengemeinde Neckarhausen
Die Kirchengemeinde Neckarhausen (ca. 1.780 Gemeindeglieder) umfasst den Stadtteil Neckarhausen der Stadt Nürtingen. Kirchlich gehörte der Ort zunächst zu Nürtingen. Eine Kapelle von 1420 wurde 1507 zur Pfarrkirche erhoben. Die dem Hl. Bernhard geweihte Kirche hat im Chor und Turm noch spätgotische Bestandteile. Das Langhaus wurde 1606 neu erbaut.

#### Kirchengemeinde Raidwangen

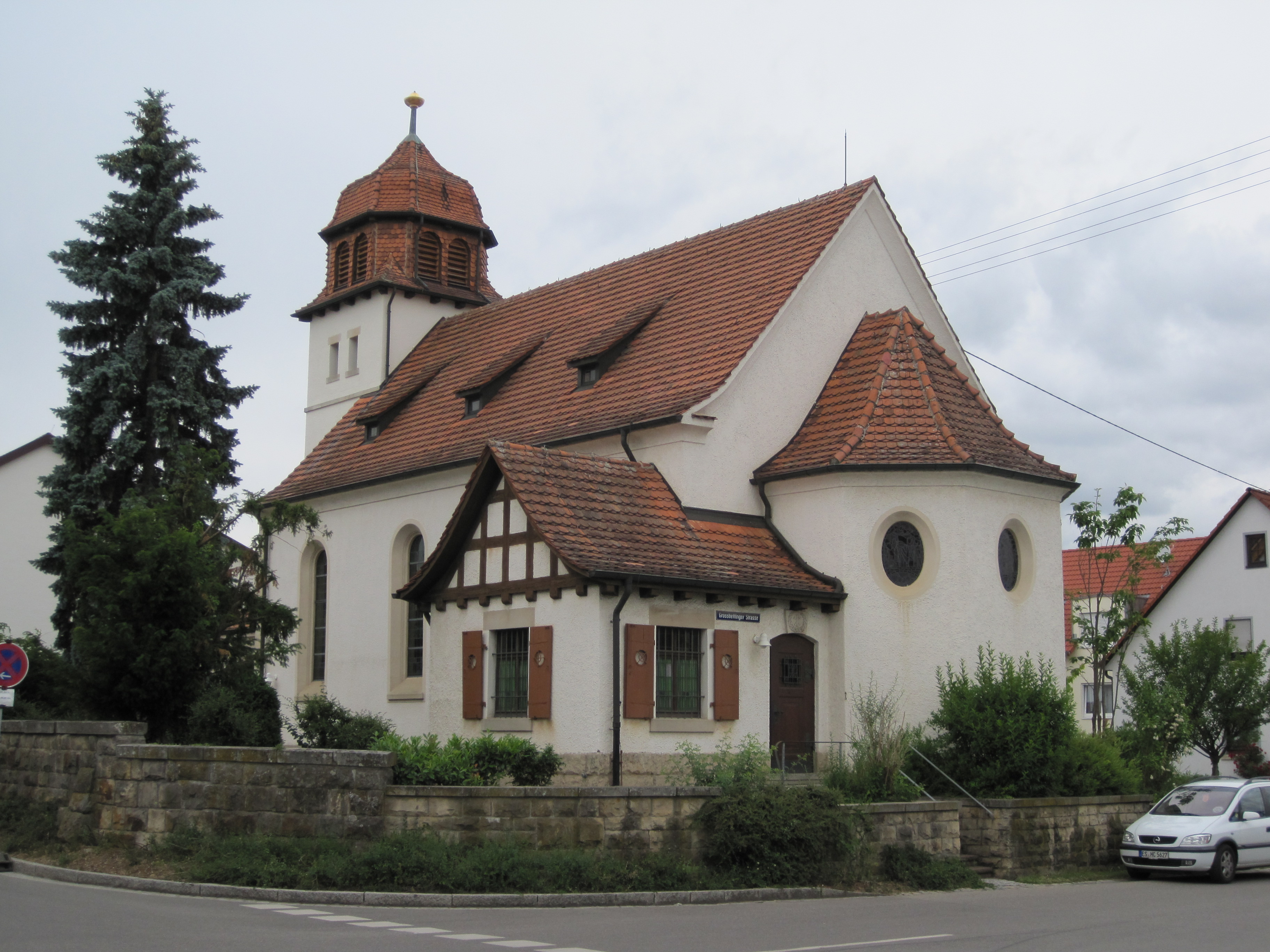
Kirche Raidwangen

Die Kirchengemeinde Raidwangen (ca. 1.030 Gemeindeglieder) umfasst den Stadtteil Raidwangen der Stadt Nürtingen. Kirchlich gehörte Raidwangen zunächst zu Nürtingen, ab 1507 zur neu errichteten Pfarrei Neckarhausen. 1909/10 erbaute sich die Gemeinde eine eigene Kirche. Durch Bekanntmachung des Oberkirchenrats vom 13. April 1933 wurde die Kirchengemeinde Raidwangen, die bis dahin zur Gesamtkirchengemeinde Neckarhausen gehörte, der Kirchengemeinde Großbettlingen zugeordnet, mit der sie die Gesamtkirchengemeinde Großbettlingen bildete. Das Kultministerium hatte die neue Gesamtkirchengemeinde Großbettlingen mit Schreiben vom 28. März 1933 als Körperschaft des öffentlichen Rechts anerkannt. Zum 1. Januar 1980 wurde das Filialverhältnis mit Großbettlingen aufgehoben, die Gesamtkirchengemeinde Großbettlingen aufgehoben und für Raidwangen eine eigene Pfarrei errichtet. Diese war ab diesem Zeitpunkt auch für die Nachbarkirchengemeinde Altdorf – zuvor Filiale von Neckartailfingen – zuständig. 2002 wurde in Altdorf eine eigene Pfarrstelle (50 %) errichtet. Die Kirchengemeinden Raidwangen und Altdorf hatten bis zu ihrer Trennung zum Jahreswechsel 2013/2014 zusammen 1,5 Pfarrstellen. Zwischen 2014 und 2023 war Raidwangen eigenständig, ohne weitere Zuständigkeit oder Kooperationen.
1992 wurde ein von der Kirchengemeinde Raidwangen neu erbautes Gemeindehaus von dem damaligen Pfarrer Wolfgang Maier eingeweiht.

### Verbundkirchengemeinde Neckartailfingen-Altdorf
Die Verbundkirchengemeinde Neckartailfingen-Altdorf umfasst die Gemeinden Neckartailfingen und Altdorf. In beiden Orten gibt es jeweils eine eigene Kirchengemeinde.

#### Kirchengemeinde Neckartailfingen

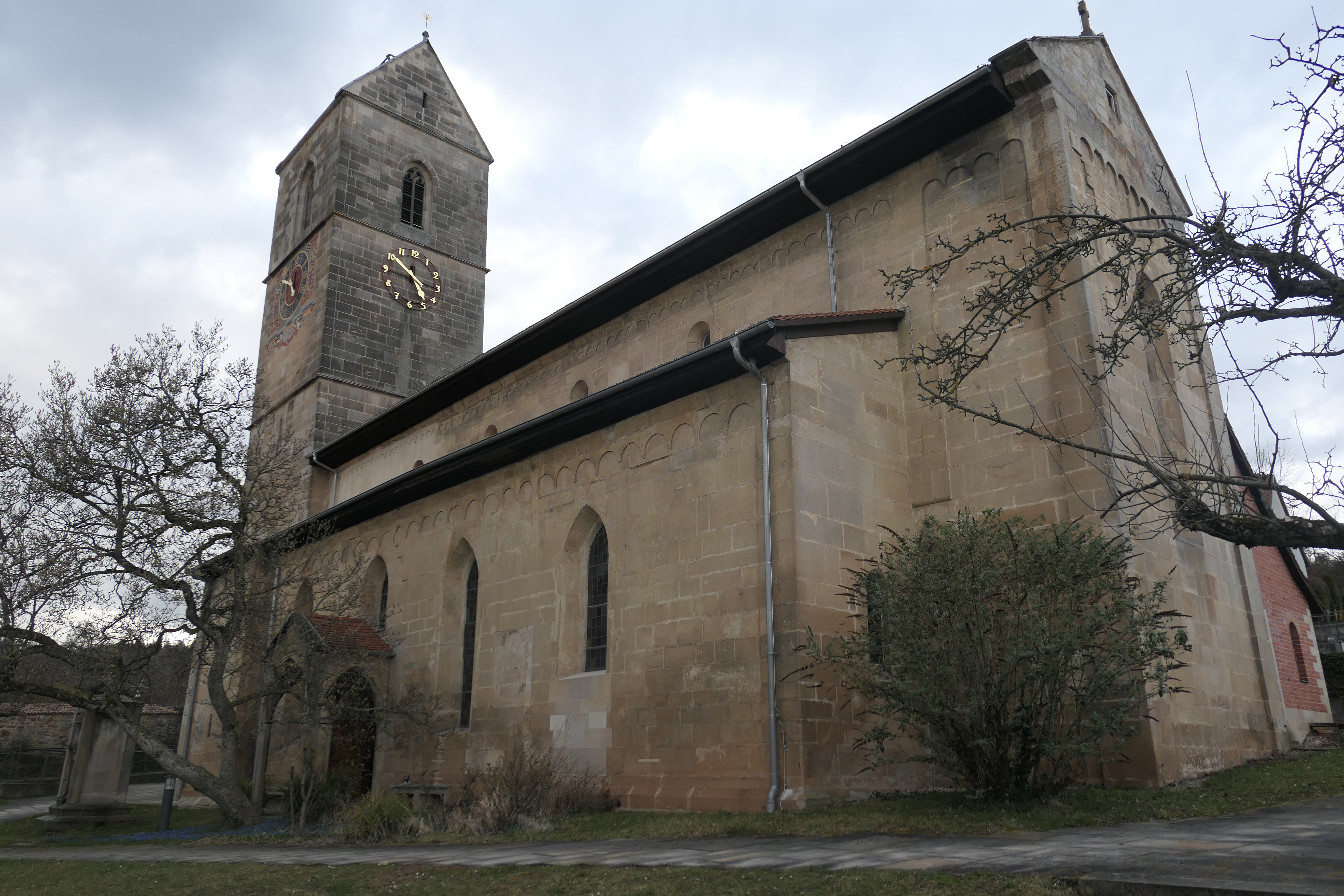
Martinskirche Neckartailfingen

Die Kirchengemeinde Neckartailfingen umfasst die Gemeinde Neckartailfingen. Eine Holzkirche ist wohl schon im 7./8. Jahrhundert gebaut worden. Im Jahr 1111 wurde sie aus Sandstein neu erbaut. 1316 wird sie als Martinskirche bezeichnet. Sie war Mutterkirche für einige Nachbarorte, so etwa Grötzingen, Schlaitdorf und Altdorf. Über das Kloster Hirsau (1090) kam sie an die Herren von Bernhausen, 1385 an die Herren von Kaib, 1421/28 an das Stift Sindelfingen und schließlich 1477 an die Universität Tübingen. Es handelt sich um eine dreischiffige romanische Säulenbasilika ohne Querhaus mit drei tonnengewölbten Apsiden (Altarräumen). Im Chor findet man Fresken aus dem 14. Jahrhundert. Sie zeigen unter anderem den Weltenherrscher Christus und die Schutzmantelmadonna, St. Martin, biblische Szenen von Schöpfung, Fall und Erlösung, von Maria Magdalena, von der Auferstehung, Himmelfahrt und Pfingsten. Aus dem Erbauungsjahr original erhaltene Dachbalken und Dachziegel geben der Martinskirche das laut Kirchengemeinde älteste Dach Süddeutschlands. 1992 wurde der historische Fruchtkasten (ehemals für die Lagerung des Zehnten der Feldfrüchte zugunsten der Universität Tübingen) zum Evangelischen Gemeindehaus ausgebaut.
Seit 2001 arbeiten Pfarrerin Ina Mohns und Pfarrer Maier-Mohns in Neckartailfingen. Seit 2004 liegt die Martinskirche am Jakobsweg (Rothenburg o. T. – Rottenburg a. N.).
Bis 1979 gehörte auch Altdorf als Filiale zur Pfarrei Neckartailfingen. Zum 1. Januar 1980 wurde Altdorf von Neckartailfingen abgetrennt und als selbständige Kirchengemeinde errichtet, die vom neu errichteten Pfarramt Raidwangen betreut wurde, bis 2002 eine eigene Pfarrstelle in Altdorf errichtet wurde.

#### Kirchengemeinde Altdorf
Die Kirchengemeinde Altdorf umfasst die Gemeinde Altdorf. Kirchlich gehörte Altdorf zunächst zu Neckartailfingen. Eine Filialkirche wurde aber 1486 erbaut. Diese wurde 1827 durch einen Neubau ersetzt. Nach Zerstörungen im Zweiten Weltkrieg wurde die Kirche 1950 wieder aufgebaut. 1982 wurde die Filialkirchengemeinde Altdorf von der Muttergemeinde Neckartailfingen getrennt und verselbstständigt. Pfarramtlich wurde die Kirchengemeinde Altdorf dann vom Pfarramt Raidwangen versorgt, so dass die beiden Kirchengemeinden Altdorf und Raidwangen einen gemeinsamen Seelsorgebezirk bildeten. 2002 wurde für Altdorf eine eigene Pfarrstelle (50 %) errichtet.
Nach 32-jähriger Kooperation mit Raidwangen, welches kommunal zur Stadt Nürtingen zählt, wurde diese Verbindung wieder gelöst und Altdorf im Januar 2014 wieder zur Muttergemeinde Neckartailfingen zurückgeführt.

### Kirchengemeinde Neckartenzlingen
Die Kirchengemeinde Neckartenzlingen umfasst die Gemeinde Neckartenzlingen. Eine Pfarrkirche (ab 1535 St. Martin) ist bereits 1275 erwähnt. Über das Stift Oberhofen in Göppingen kam sie an Württemberg. Die heutige Martinskirche ist ein Bau von 1518 mit Westturm und eingezogenem Chor. Sie birgt die Grablege der Herren von Spengler. Im zum Gemeindegebiet Neckartenzlingens gehörigen Weiler Hammetweil besteht noch die Kapelle der einstigen Burg. Diese gehört zur Pfarrei Mittelstadt (Stadt Reutlingen).
Das bis 1991 zur Kirchengemeinde Neckartenzlingen gehörige Hofgut am Dörnacher Weg wurde mit Wirkung vom 15. Oktober 1991 in die Kirchengemeinde Dörnach (Kirchenbezirk Tübingen) umgegliedert.

### Kirchengemeinde Neuffen

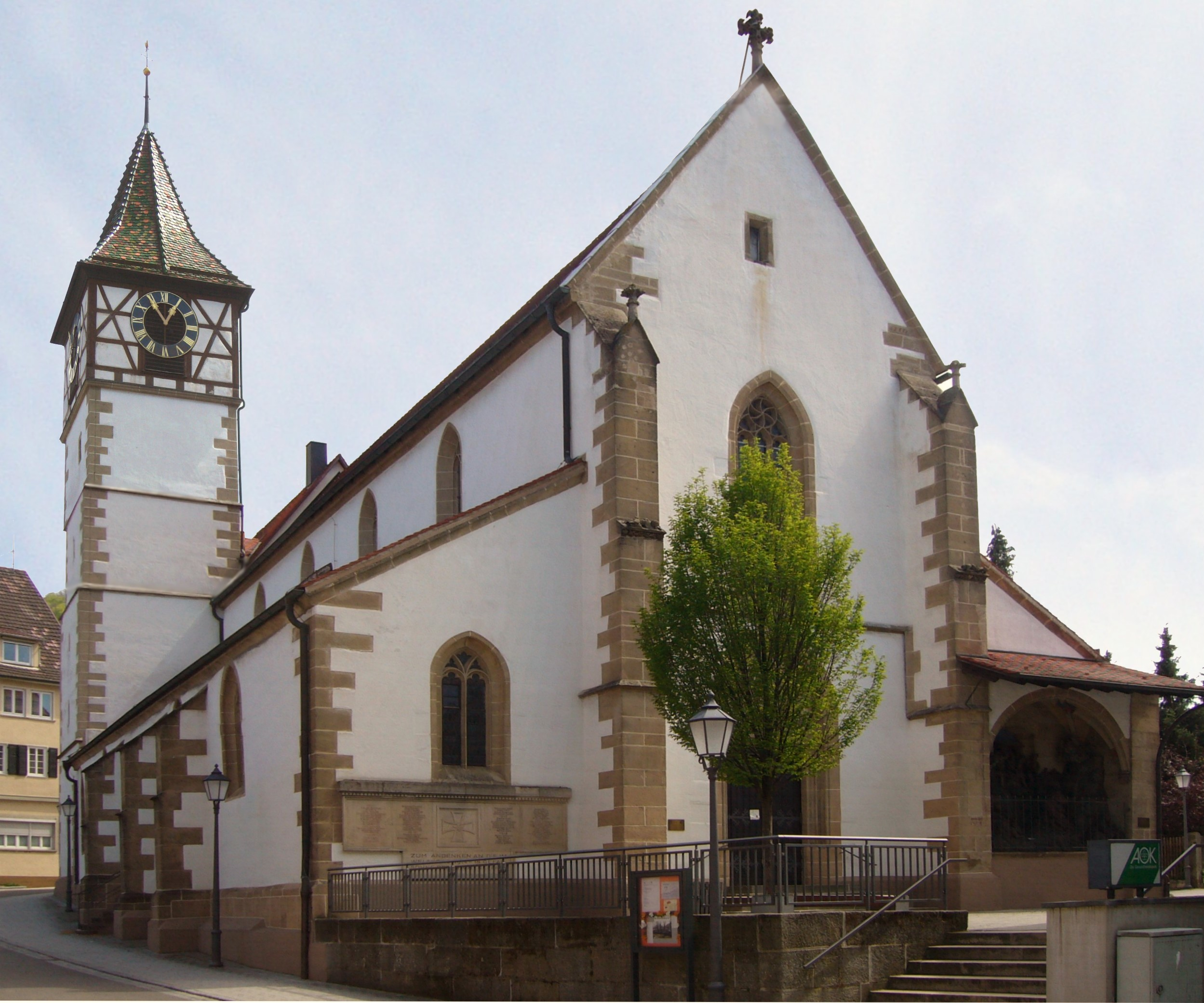
Martinskirche Neuffen

Die Kirchengemeinde Neuffen (ca. 3.010) umfasst die Stadt Neuffen ohne den Stadtteil Kappishäusern. Die evangelischen Bewohner von Kappishäusern gehören seit jeher zur evangelischen Kirchengemeinde Dettingen an der Erms der Gemeinde Dettingen an der Erms (Landkreis Reutlingen) im Kirchenbezirk Bad Urach-Münsingen.
Eine Kirche in Neuffen wird 1275 erstmals genannt, ist aber evtl. schon im 8. Jahrhundert errichtet worden. Ab 1351 ist sie als dem Hl. Martin geweiht erwähnt. Die heutige Martinskirche wurde nach schweren Zerstörungen im Dreißigjährigen Krieg ab 1647 wieder aufgebaut. Ihre ursprünglich Gestalt erhielt sie Mitte des 14. Jahrhunderts, als an einen romanischen Bau ein Chor angefügt und das Langhaus umgestaltet wurde.

### Gesamtkirchengemeinde Nürtingen
Die Gesamtkirchengemeinde Nürtingen (ca. 8.200 Gemeindeglieder) umfasst die Kernstadt Nürtingens mit allen zugehörigen Wohngebieten, aber ohne die eingegliederten ehemals selbständigen Gemeinden. Sie wurde mit Wirkung vom 12. November 1989 gebildet, als die bis dahin alleinige Kirchengemeinde Nürtingen in die nachfolgenden fünf Teilkirchengemeinden aufgeteilt wurde, die jedoch jeweils eigenständige Körperschaften des öffentlichen Rechts sind. Da das Enzenhardt seit dem 1. Januar 2013 zur Stadtkirchengemeinde dazugehört, besteht die Gesamtkirchengemeinde Nürtingen nun aus vier Teilkirchengemeinden.

#### Stadtkirchengemeinde Nürtingen
Die Stadtkirchengemeinde Nürtingen (ca. 4.000 Gemeindeglieder) umfasst die Innenstadt der Kernstadt Nürtingen. Die dem Hl. Laurentius geweihte Kirche wurde um 1135 erstmals erwähnt. Sie gehörte den Grafen von Urach-Fürstenberg und Württemberg, ab 1265 allein den Württembergern. Die spätgotische Westturmanlage mit 48 m hohem Turm ist eine dreischiffige Hallenkirche. Um 1505 wurde der Kirchhof neu ummauert. Chor und Sakristei wurden 1506/09 angebaut. Der Turmumgang und die Haube stammen von 1572/74. Der Chor wurde 1886, das Langhaus 1895/96 erneuert. In der Sakristei sind spätgotische Fresken zu finden.
Beim 1526 gegründeten Spital wurde 1609/10 das Siechenkirchlein erstellt. Dieses dient seit 1830 als Friedhofskapelle.
Da die Kirchengemeinde Nürtingen seit dem 20. Jahrhundert infolge Zuzugs stark anwuchs, wurden bis 1992 vier weitere evangelische Kirchen im Stadtgebiet erbaut und 1989 insgesamt fünf eigenständige Teilkirchengemeinden unter dem Dach der ebenfalls 1989 gebildeten Gesamtkirchengemeinden Nürtingen errichtet.
Seit dem 1. Januar 2013 gehört auch die vormalige Kirchengemeinde Nürtingen-Enzenhardt zur Stadtkirchengemeinde Nürtingen dazu. Das Gebiet dieser vormaligen Kirchengemeinde umfasste den Südwesten der Kernstadt und das Wohngebiet Enzenhardt Nürtingens. 1989 wurde für dieses Gebiet die selbständige Kirchengemeinde Enzenhardt innerhalb der Gesamtkirchengemeinde Nürtingen errichtet und 1992 erbaute sich die Kirchengemeinde die Auferstehungskirche als bis heute jüngste evangelische Kirche Nürtingens. Mit Wirkung vom 10. November 1997 wurde die Kirchengemeinde Enzenhardt dann in „Kirchengemeinde Nürtingen-Enzenhardt“ umbenannt, bevor sie schließlich in die Stadtkirchengemeinde überging.

#### Lutherkirchengemeinde Nürtingen
Die Lutherkirchengemeinde Nürtingen (ca. 1.680 Gemeindeglieder) umfasst den Osten der Kernstadt Nürtingen. Für die rasch wachsende Stadt war die Stadtkirche Nürtingen bald zu klein. So wurde am 17. September 1933 die Lutherkirche eingeweiht, die 1944 durch einen Bombenangriff zerstört und 1973 wieder aufgebaut wurde. Mit Wirkung vom 12. November 1989 wurde dort dann die eigene Lutherkirchengemeinde Nürtingen unter dem Dach der ebenfalls 1989 errichteten Gesamtkirchengemeinde Nürtingen gebildet.

#### Versöhnungskirchengemeinde Nürtingen
Die Versöhnungskirchengemeinde Nürtingen (ca. 1.520 Gemeindeglieder) umfasst den Süden der Kernstadt Nürtingen. Die Versöhnungskirche wurde 1963 als dritte evangelische Kirche der heutigen Kernstadt Nürtingen erbaut und an ihr 1989 eine eigenständige Kirchengemeinde innerhalb der Gesamtkirchengemeinde Nürtingen errichtet.

#### Stephanuskirchengemeinde Nürtingen
Die Stephanuskirchengemeinde Nürtingen (ca. 1.300 Gemeindeglieder) umfasst den Stadtteil Rossdorf der Stadt Nürtingen. Für den neuen Stadtteil wurde eine eigene evangelische Kirche – die Stephanuskirche – erbaut und an ihr 1989 eine Kirchengemeinde innerhalb der Gesamtkirchengemeinde Nürtingen errichtet.

### Kirchengemeinde Oberboihingen-Reudern
Seit 2024 haben sich die Kirchengemeinden Oberboihingen und Reudern zur Kirchengemeinde Oberboihingen-Reudern zusammengeschlossen. Die ehemalige Kirchengemeinde Oberboihingen umfasst die Gemeinde Oberboihingen. Kirchlich gehörte der Ort zunächst zu Nürtingen. 1466 wurde eine eigene Pfarrei errichtet. Schon im 13. Jahrhundert gab es eine Kapelle am Ort. Die dem Hl. Bartholomäus geweihte Kirche hat ein spätromanisches Schiff. Chor und ursprünglich freistehender Turm stammen aus dem 15. Jahrhundert. 1780 wurde eine flache Putzdecke eingezogen. Heute hat die Kirchengemeinde zwei Pfarrer.
Die ehemalige Kirchengemeinde Reudern umfasst den Stadtteil Reudern der Stadt Nürtingen. Kirchlich gehörte Reudern zunächst zu Nürtingen, dann zu Oberboihingen. erst 1951 wurde eine eigene Pfarrverweserei errichtet. Eine Kapelle besaß der Ort aber bereits 1526 bzw. 1534 als eine dem Hl. Wendel geweihte Kapelle erwähnt wird. Sie wurde 1751 durch einen Neubau ersetzt. 1969 erbaute sich die Gemeinde eine neue Kirche.

### Friedenskirchengemeinde Oberensingen-Hardt-Zizishausen
Die Friedenskirchengemeinde umfasst die Stadtteile Oberensingen, Hardt und Zizishausen der Stadt Nürtingen.

#### Kirchengemeinde Oberensingen-Hardt
Die Kirchengemeinde Oberensingen-Hardt umfasst die Nürtinger Stadtteile Oberensingen und Hardt. Die Kirchengemeinde wird zurzeit von Pfarrerin Sylvia Unzeitig betreut. Oberensingen gehörte kirchlich ursprünglich zu Nürtingen. Eine eigene Kapelle zu „Unserer Lieben Frau“ wurde im 15. Jahrhundert erstmals erwähnt. Erst 1723 wurde in Oberensingen eine eigene Pfarrei errichtet, zu der bis 1964 auch die Evangelischen von Zizishausen gehörten. In Zizishausen gibt es jedoch seit 1956 eine eigene Filialkirchengemeinde. Hardt hat seit 1999 eine eigene Kirche, die Friedenskirche. Die Oberensinger Kirche wurde mehrfach umgestaltet und im Jahr 2005 zuletzt außen saniert. Eine umfangreiche Innensanierung wurde 2019 abgeschlossen. Weitere Informationen sind auf der Website der Kirchengemeinde zu finden.

#### Kirchengemeinde Zizishausen
Die Kirchengemeinde Zizishausen umfasst den Nürtinger Stadtteil Zizishausen. Kirchlich gehörte der Ort zunächst zu Nürtingen, ab 1723 zu Oberensingen. Durch Bekanntmachung des Oberkirchenrats vom 12. April 1956 wurde für Zizishausen eine Filialkirchengemeinde der Kirchengemeinde Nürtingen-Oberensingen gebildet. Beide Kirchengemeinden bildeten dann die Gesamtkirchengemeinde Nürtingen-Oberensingen. Das Kultusministerium hatte die Filialkirchengemeinde Zizishausen und die Gesamtkirchengemeinde Nürtingen-Oberensingen mit Schreiben vom 24. Oktober 1955 als Körperschaften des öffentlichen Rechts anerkannt. 1963 erhielt Zizishausen dann auch eine eigene Kirche, die Christuskirche.

### Gesamtkirchengemeinde Schlaitdorf-Altenriet
Die Gesamtkirchengemeinde Schlaitdorf-Altenriet (ca. 1.870) umfasst die Gemeinden Schlaitdorf und Altenriet. In beiden Gemeinden gibt es jeweils eine eigenständige Kirchengemeinde.

#### Kirchengemeinde Altenriet
Die Kirchengemeinde Altenriet (ca. 990 Gemeindeglieder) umfasst die Gemeinde Altenriet. Kirchlich gehörte der Ort ursprünglich zu Neckartenzlingen. Eine Filialkirche ist 1365 erstmals genannt. Ab 1468 wird sie zu den Hl. Katharina und Ulrich bezeugt. Ab 1648 wurde Altenriet von Schlaitdorf aus versorgt. Die heutige Pfarrkirche wurde im 16. Jahrhundert erbaut, nach der Reformation mit West- und Nordempore im Schiff, Orgelempore im Chor und Kanzel südlich am Chorbogen mit vorgelagerter Holz-Sakristei ausgestattet. Eine Totalrenovierung mit Entfernen dieser Einbauten und kompletter Dacherneuerung erfolgte 1957–1958, wobei neben einer neuen Westempore, Kanzel und Altar auch in drei Chorfenster Glasgemälde nach Entwurf von Rudolf Yelin d. J. eingebaut wurden (Mitte: Taufe Jesu, Jesus vor Gericht, Kreuz, Auferstehung; Seitenfenster mit Evangelisten, dazu links Flucht nach Ägypten und Blindenheilung, rechts Maria und Martha, Nachfolge).
Bis 1939 gehörte die Kirchengemeinde Altenriet zum Kirchenbezirk Tübingen. Mit Wirkung vom 1. April 1939 wurde sie in den Kirchenbezirk Nürtingen umgegliedert.

#### Kirchengemeinde Schlaitdorf

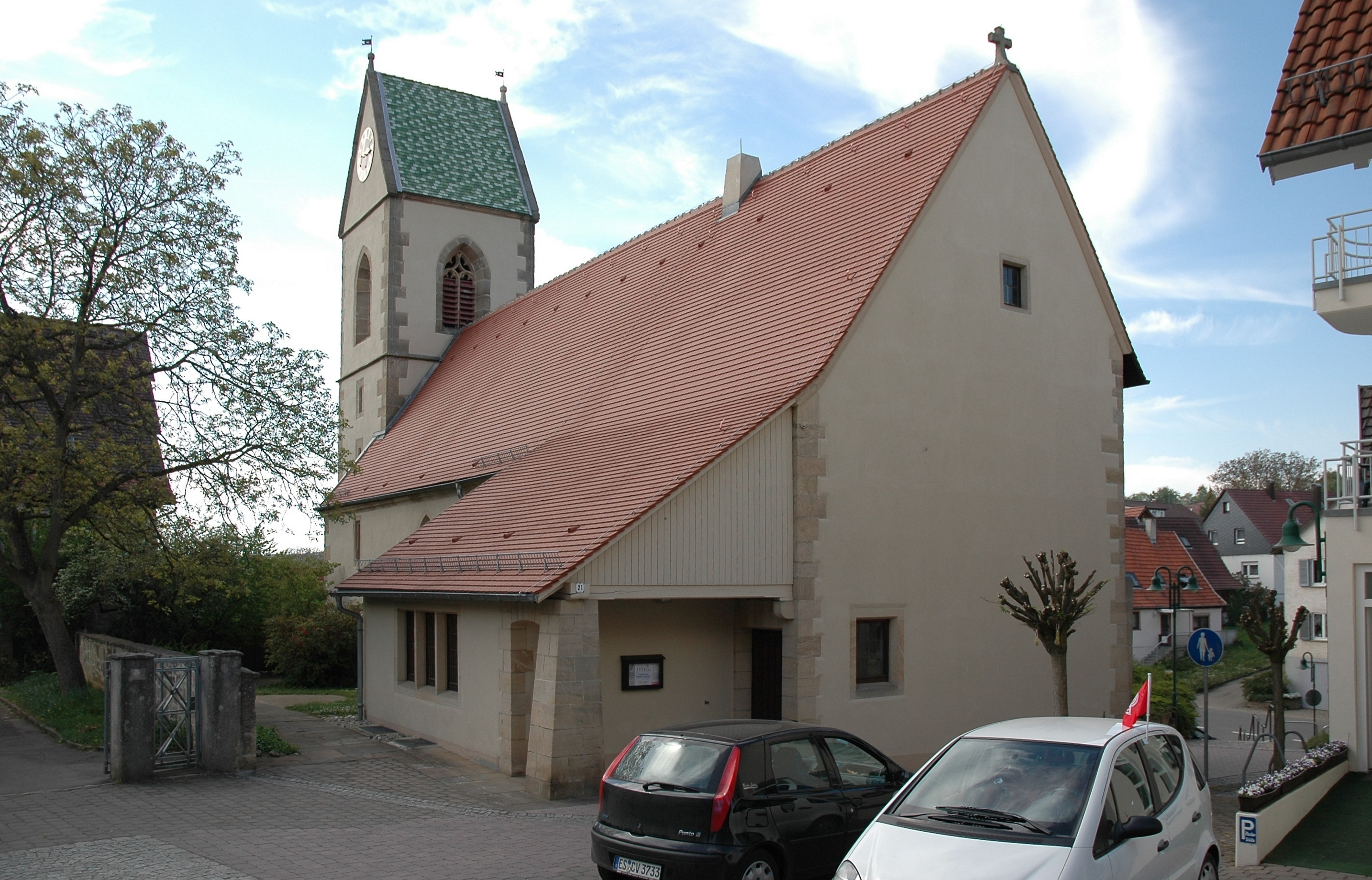
Evang. Kirche Schlaitdorf

Die Kirchengemeinde Schlaitdorf (ca. 880 Gemeindeglieder) umfasst die Gemeinde Schlaitdorf. Kirchlich gehörte Schlaitdorf zu Neckartailfingen. Bis 1466 wurde die Burgkapelle St. Wendel zur Pfarrkirche erhoben. 1593 wurde das Patronatsrechts von Herzog Ulrich erworben. 1684 wurde Altenriet eine Filiale von Schlaitdorf, mit dem es heute eine Gesamtkirchengemeinde bildet. Die heutige Pfarrkirche geht wohl auf romanische Zeit zurück. Der Westturm stammt aus dem 16. Jahrhundert.
Bis 1939 gehörte die Kirchengemeinde Schlaitdorf zum Kirchenbezirk Tübingen. Mit Wirkung vom 1. April 1939 wurde sie in den Kirchenbezirk Nürtingen umgegliedert.

### Kirchengemeinde Unterensingen
Die Kirchengemeinde Unterensingen (ca. 2.050 Gemeindeglieder) umfasst die Gemeinde Unterensingen. Bereits 1275 wird in Unterensingen eine Kirche genannt. Sie kam 1453 von Württemberg an das Kloster Adelberg. Die heutige Kirche geht auf einen Bau aus dem 13. Jahrhundert zurück. Im Wesentlichen wurde sie aber 1765 umgebaut. Der Turm stammt aus dem 14. Jahrhundert und hat ein Fachwerkobergeschoss aus dem 19. Jahrhundert.

### Kirchengemeinde Wendlingen am Neckar

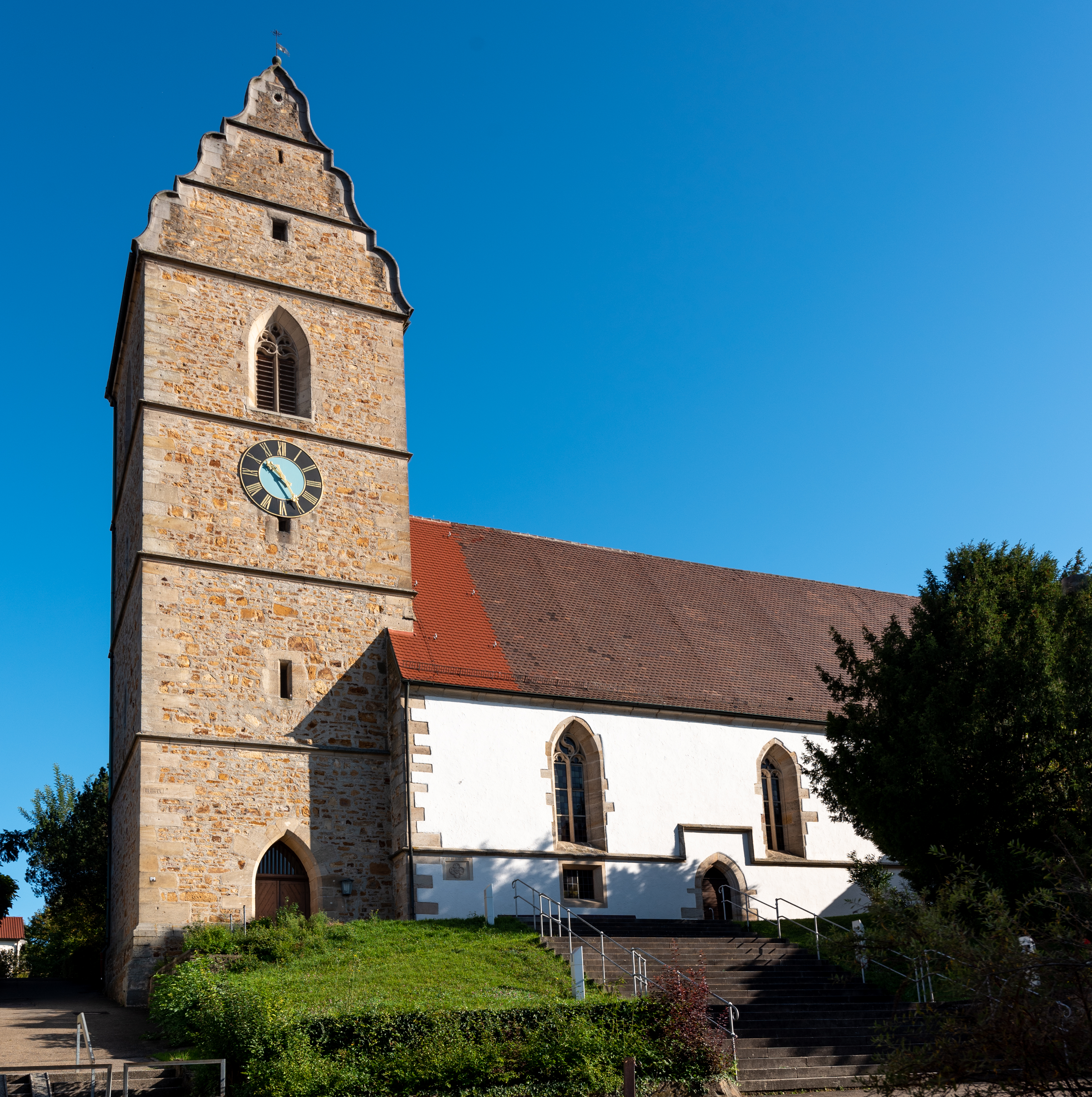
Eusebiuskirche in Wendlingen

Die Kirchengemeinde Wendlingen am Neckar (ca. 5.250 Gemeindeglieder) ist am 1. Januar 2013 aus der Fusion der beiden vormaligen Gemeinden Wendlingen und Unterboihingen hervorgegangen.
Das Gebiet der vormaligen Kirchengemeinde Wendlingen umfasste die Kernstadt von Wendlingen am Neckar. Eine Pfarrkirche wird in Wendlingen bereits 1263 erwähnt. Sie gehörte den Herren von Lichteneck, kam dann an die Herren von Wernau, die ihr Schloss neben der Kirche hatten, und schließlich an Württemberg. Die heutige Kirche ist eine spätgotische Westturmanlage von 1448 mit dreiseitigem schließendem Chor. Ihre jetzige Gestalt erhielt sie wohl 1511 unter anderem mit dem Anbau des Westturms. Seit 1706 ist die Kirche als St.-Eusebius-Kirche bekannt.
Bis 1939 gehörte die Kirchengemeinde Wendlingen zum Kirchenbezirk Esslingen. Mit Wirkung vom 1. April 1939 wurde sie in den Kirchenbezirk Nürtingen umgegliedert.
Früher bildete die Kirchengemeinde Wendlingen mit der Kirchengemeinde Bodelshofen die Gesamtkirchengemeinde Wendlingen. Seit 1. Januar 2013 bilden die Evangelische Kirchengemeinde Wendlingen und die Evangelische Kirchengemeinde Unterboihingen durch eine Fusion die neue Evangelische Kirchengemeinde Wendlingen am Neckar.
Das Gebiet der vormaligen Kirchengemeinde Unterboihingen umfasste den Stadtteil Unterboihingen der Stadt Wendlingen am Neckar. Da die Ortsherrschaft nicht die Reformation einführte, blieb der Ort blieb überwiegend katholisch. Erst 1900 erhielt Unterboihingen eine evangelische Kirche, die noch der Fabrikant Robert Otto initiiert hatte, der aber bereits 1891 verstorben war. Kurze Zeit nach dem Bau der Kirche durch Architekt Dolmetsch wurde auch eine eigene Kirchengemeinde errichtet. 1940 wurde Unterboihingen mit Wendlingen vereinigt, mit dem es inzwischen fast vollständig zusammengewachsen ist. Infolge starken Zuzugs wurde 1962 bis 1964 eine zweite Kirche in der Nähe des Rathauses erbaut. Die alte Kirche wurde schließlich 1969 abgebrochen. 1982 erhielt die neue Kirche den Namen Johanneskirche.

### Kirchengemeinde Wolfschlugen
Die Kirchengemeinde Wolfschlugen (ca. 2.980 Gemeindeglieder) umfasst die Gemeinde Wolfschlugen. Kirchlich gehörte der Ort zunächst zu Neuhausen auf den Fildern. 1437 wurde eine eigene Pfarrei errichtet. Die Kirche, die den Hl. Maria, Petrus, Paulus, Barbara und Agnes geweiht war, ist ein Bau von 1468, die danach mehrfach verändert wurde. Das Turmuntergeschoss ist wohl älter.
In Wolfschlugen wurde die Reformation eingeführt, während das benachbarte Neuhausen auf den Fildern katholisch blieb. Seit dem 19. Jahrhundert zogen auch in Neuhausen auf den Fildern evangelische Bewohner zu, die zunächst von der Kirchengemeinde Wolfschlugen betreut wurden, bis dort eine Filialkirchengemeinde von Wolfschlugen gebildet wurde. Diese wurde durch Bekanntmachung des Oberkirchenrats vom 7. Oktober 1954 von der Muttergemeinde Wolfschlugen gelöst und zur selbständigen Kirchengemeinde erhoben.

## Archivquellen
- Bestand: Visitationsberichte.   Landeskirchliches Archiv Stuttgart. 1581–1822.   Signatur: A 1.
- Bestand: Kirchenvisitationsakten.   Hauptstaatsarchiv Stuttgart. ca. 1601–1840.   Signatur: A 281.
- Bestand: Ortsakten [mit Digitalisaten der Pfarrbeschreibungen und Pfarrberichte (darin u. a.: Chronik, Filialverhältnisse)].   Landeskirchliches Archiv Stuttgart. ca. 1550–1923.   Signatur: A 29.
- Bestand: Ortsakten [mit Digitalisaten der Pfarrberichte (darin u. a.: Filialverhältnisse)].   Landeskirchliches Archiv Stuttgart. ca. 1924–1966.   Signatur: A 129.
- Bestand: Ortsakten [mit Visitationsberichten].   Landeskirchliches Archiv Stuttgart. ca. 1967–1989.   Signatur: A 229.
- Archivgut: Dekanatsarchive.   Landeskirchliches Archiv Stuttgart.   Signatur: F-Bestände.
- Archivgut: Pfarrarchive.   Landeskirchliches Archiv Stuttgart.   Signatur: G-Bestände.